# Liste der Mitglieder des Schweizerischen Bundesrates

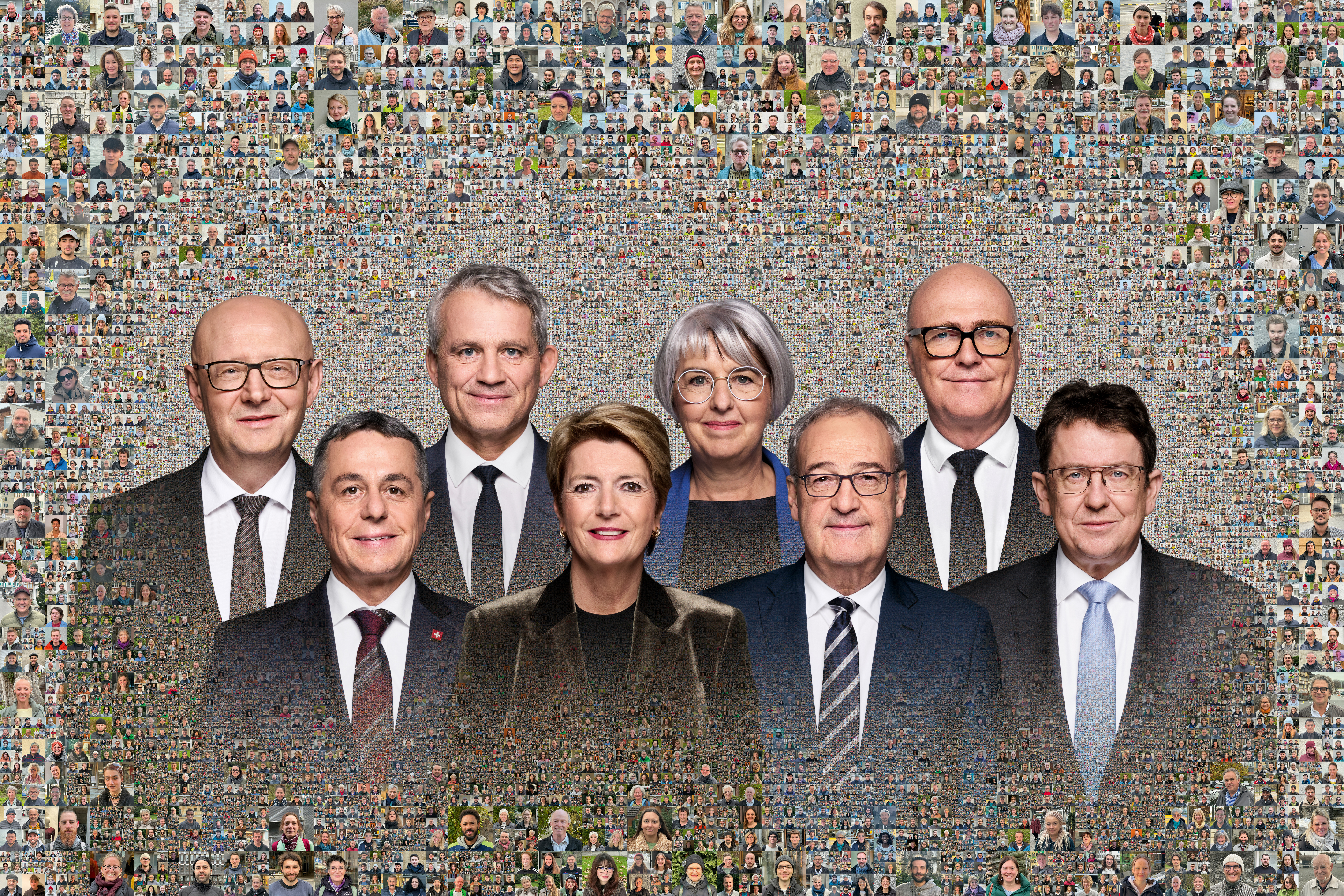
Bundesratsfoto 2025 (ab April)

Diese Tabelle listet die Mitglieder des Schweizerischen Bundesrates seit 1848 auf.

## Parteibezeichnungen
- Hellblau: FDP.Die Liberalen (vor 2009 FDP, vor 1894 freisinnig)
- Orange: Die Mitte (vor 2021 CVP, vor 1970 KCVP, vor 1957 SKVP, vor 1912 katholisch-konservativ)
- Dunkelblau: LP (vor 1913 liberal)
- Grün: SVP (vor 1971 BGB)
- Rot: SP
- Gelb: BDP (Abspaltung der SVP 2008)

## Bundesräte
| Nummer | Amtsjahre | Bild | Name                       | Lebensdaten | Kanton                 | Partei            |
| ------ | --------- | ---- | -------------------------- | ----------- | ---------------------- | ----------------- |
| 1      | 1848–1861 |      | Jonas Furrer               | 1805–1861   | Zürich                 | freis.            |
| 2      | 1848–1854 |      | Ulrich Ochsenbein          | 1811–1890   | Bern                   | freis.            |
| 3      | 1848–1855 |      | Henri Druey                | 1799–1855   | Waadt                  | freis.            |
| 4      | 1848–1855 |      | Josef Munzinger            | 1791–1855   | Solothurn              | freis.            |
| 5      | 1848–1857 |      | Stefano Franscini          | 1796–1857   | Tessin                 | freis.            |
| 6      | 1848–1866 |      | Friedrich Frey-Herosé      | 1801–1873   | Aargau                 | freis.            |
| 7      | 1848–1875 |      | Wilhelm Matthias Naeff     | 1802–1881   | St. Gallen             | freis.            |
| 8      | 1855–1863 |      | Jakob Stämpfli             | 1820–1879   | Bern                   | freis.            |
| 9      | 1855–1867 |      | Constant Fornerod          | 1819–1899   | Waadt                  | freis.            |
| 10     | 1855–1875 |      | Josef Martin Knüsel        | 1813–1889   | Luzern                 | freis.            |
| 11     | 1857–1864 |      | Giovanni Battista Pioda    | 1808–1882   | Tessin                 | freis.            |
| 12     | 1861–1872 |      | Jakob Dubs                 | 1822–1879   | Zürich                 | freis.            |
| 13     | 1864–1895 |      | Karl Schenk                | 1823–1895   | Bern                   | freis.            |
| 14     | 1864–1872 |      | Jean-Jacques Challet-Venel | 1811–1893   | Genf                   | freis.            |
| 15     | 1867–1891 |      | Emil Welti                 | 1825–1899   | Aargau                 | freis.            |
| 16     | 1867–1869 |      | Victor Ruffy               | 1823–1869   | Waadt                  | freis.            |
| 17     | 1870–1875 |      | Paul Cérésole              | 1832–1905   | Waadt                  | freis.            |
| 18     | 1872–1878 |      | Johann Jakob Scherer       | 1825–1878   | Zürich                 | freis.            |
| 19     | 1873–1875 |      | Eugène Borel               | 1835–1892   | Neuenburg              | freis.            |
| 20     | 1876–1878 |      | Joachim Heer               | 1825–1879   | Glarus                 | freis.            |
| 21     | 1876–1880 |      | Fridolin Anderwert         | 1828–1880   | Thurgau                | freis.            |
| 22     | 1876–1890 |      | Bernhard Hammer            | 1822–1907   | Solothurn              | freis.            |
| 23     | 1876–1892 |      | Numa Droz                  | 1844–1899   | Neuenburg              | freis.            |
| 24     | 1879–1883 |      | Simeon Bavier              | 1825–1896   | Graubünden             | freis.            |
| 25     | 1879–1888 |      | Wilhelm Hertenstein        | 1825–1888   | Zürich                 | freis.            |
| 26     | 1881–1893 |      | Louis Ruchonnet            | 1834–1893   | Waadt                  | freis.            |
| 27     | 1883–1912 |      | Adolf Deucher              | 1831–1912   | Thurgau                | FDP               |
| 28     | 1889–1902 |      | Walter Hauser              | 1837–1902   | Zürich                 | FDP               |
| 29     | 1891–1897 |      | Emil Frey                  | 1838–1922   | Basel-Landschaft       | FDP               |
| 30     | 1892–1908 |      | Josef Zemp                 | 1834–1908   | Luzern                 | kath.-kons.       |
| 31     | 1893–1899 |      | Adrien Lachenal            | 1849–1918   | Genf                   | FDP               |
| 32     | 1894–1899 |      | Eugène Ruffy               | 1854–1919   | Waadt                  | FDP               |
| 33     | 1895–1919 |      | Eduard Müller              | 1848–1919   | Bern                   | FDP               |
| 34     | 1897–1911 |      | Ernst Brenner              | 1856–1911   | Basel-Stadt            | FDP               |
| 35     | 1900–1912 |      | Robert Comtesse            | 1847–1922   | Neuenburg              | FDP               |
| 36     | 1900–1912 |      | Marc Ruchet                | 1853–1912   | Waadt                  | FDP               |
| 37     | 1903–1917 |      | Ludwig Forrer              | 1845–1921   | Zürich                 | FDP               |
| 38     | 1908–1911 |      | Josef Anton Schobinger     | 1849–1911   | Luzern                 | kath.-kons.       |
| 39     | 1911–1917 |      | Arthur Hoffmann            | 1857–1927   | St. Gallen             | FDP               |
| 40     | 1912–1940 |      | Giuseppe Motta             | 1871–1940   | Tessin                 | SKVP              |
| 41     | 1912–1913 |      | Louis Perrier              | 1849–1913   | Neuenburg              | FDP               |
| 42     | 1912–1919 |      | Camille Decoppet           | 1862–1925   | Waadt                  | FDP               |
| 43     | 1912–1935 |      | Edmund Schulthess          | 1868–1944   | Aargau                 | FDP               |
| 44     | 1913–1920 |      | Felix Calonder             | 1863–1952   | Graubünden             | FDP               |
| 45     | 1917–1919 |      | Gustave Ador               | 1845–1928   | Genf                   | LP                |
| 46     | 1918–1929 |      | Robert Haab                | 1865–1939   | Zürich                 | FDP               |
| 47     | 1920–1929 |      | Karl Scheurer              | 1872–1929   | Bern                   | FDP               |
| 48     | 1920–1928 |      | Ernest Chuard              | 1857–1942   | Waadt                  | FDP               |
| 49     | 1920–1934 |      | Jean-Marie Musy            | 1876–1952   | Freiburg               | SKVP              |
| 50     | 1920–1934 |      | Heinrich Häberlin          | 1868–1947   | Thurgau                | FDP               |
| 51     | 1929–1944 |      | Marcel Pilet-Golaz         | 1889–1958   | Waadt                  | FDP               |
| 52     | 1930–1940 |      | Rudolf Minger              | 1881–1955   | Bern                   | BGB               |
| 53     | 1930–1938 |      | Albert Meyer               | 1870–1953   | Zürich                 | FDP               |
| 54     | 1934–1940 |      | Johannes Baumann           | 1874–1953   | Appenzell Ausserrhoden | FDP               |
| 55     | 1934–1959 |      | Philipp Etter              | 1891–1977   | Zug                    | SKVP              |
| 56     | 1935–1940 |      | Hermann Obrecht            | 1882–1940   | Solothurn              | FDP               |
| 57     | 1939–1943 |      | Ernst Wetter               | 1877–1963   | Zürich                 | FDP               |
| 58     | 1940–1950 |      | Enrico Celio               | 1889–1980   | Tessin                 | SKVP              |
| 59     | 1940–1947 |      | Walther Stampfli           | 1884–1965   | Solothurn              | FDP               |
| 60     | 1941–1951 |      | Eduard von Steiger         | 1881–1962   | Bern                   | BGB               |
| 61     | 1941–1954 |      | Karl Kobelt                | 1891–1968   | St. Gallen             | FDP               |
| 62     | 1944–1951 |      | Ernst Nobs                 | 1886–1957   | Zürich                 | SP                |
| 63     | 1945–1961 |      | Max Petitpierre            | 1899–1994   | Neuenburg              | FDP               |
| 64     | 1948–1954 |      | Rodolphe Rubattel          | 1896–1961   | Waadt                  | FDP               |
| 65     | 1950–1954 |      | Josef Escher               | 1885–1954   | Wallis                 | SKVP              |
| 66     | 1952–1958 |      | Markus Feldmann            | 1897–1958   | Bern                   | BGB               |
| 67     | 1952–1954 |      | Max Weber                  | 1897–1974   | Zürich                 | SP                |
| 68     | 1954–1959 |      | Hans Streuli               | 1892–1970   | Zürich                 | FDP               |
| 69     | 1955–1959 |      | Thomas Holenstein          | 1896–1962   | St. Gallen             | KCVP              |
| 70     | 1955–1966 |      | Paul Chaudet               | 1904–1977   | Waadt                  | FDP               |
| 71     | 1955–1959 |      | Giuseppe Lepori            | 1902–1968   | Tessin                 | KCVP              |
| 72     | 1959–1965 |      | Friedrich Traugott Wahlen  | 1899–1985   | Bern                   | BGB               |
| 73     | 1960–1962 |      | Jean Bourgknecht           | 1902–1964   | Freiburg               | KCVP              |
| 74     | 1960–1970 |      | Willy Spühler              | 1902–1990   | Zürich                 | SP                |
| 75     | 1960–1971 |      | Ludwig von Moos            | 1910–1990   | Obwalden               | CVP               |
| 76     | 1960–1973 |      | Hans-Peter Tschudi         | 1913–2002   | Basel-Stadt            | SP                |
| 77     | 1961–1969 |      | Hans Schaffner             | 1908–2004   | Aargau                 | FDP               |
| 78     | 1962–1973 |      | Roger Bonvin               | 1907–1982   | Wallis                 | CVP               |
| 79     | 1966–1979 |      | Rudolf Gnägi               | 1917–1985   | Bern                   | SVP               |
| 80     | 1967–1973 |      | Nello Celio                | 1914–1995   | Tessin                 | FDP               |
| 81     | 1970–1978 |      | Ernst Brugger              | 1914–1998   | Zürich                 | FDP               |
| 82     | 1970–1978 |      | Pierre Graber              | 1908–2003   | Neuenburg              | SP                |
| 83     | 1972–1986 |      | Kurt Furgler               | 1924–2008   | St. Gallen             | CVP               |
| 84     | 1974–1983 |      | Willi Ritschard            | 1918–1983   | Solothurn              | SP                |
| 85     | 1974–1982 |      | Hans Hürlimann             | 1918–1994   | Zug                    | CVP               |
| 86     | 1974–1983 |      | Georges-André Chevallaz    | 1915–2002   | Waadt                  | FDP               |
| 87     | 1978–1982 |      | Fritz Honegger             | 1917–1999   | Zürich                 | FDP               |
| 88     | 1978–1987 |      | Pierre Aubert              | 1927–2016   | Neuenburg              | SP                |
| 89     | 1980–1987 |      | Leon Schlumpf              | 1925–2012   | Graubünden             | SVP               |
| 90     | 1983–1986 |      | Alphons Egli               | 1924–2016   | Luzern                 | CVP               |
| 91     | 1983–1984 |      | Rudolf Friedrich           | 1923–2013   | Zürich                 | FDP               |
| 92     | 1984–1995 |      | Otto Stich                 | 1927–2012   | Solothurn              | SP                |
| 93     | 1984–1998 |      | Jean-Pascal Delamuraz      | 1936–1998   | Waadt                  | FDP               |
| 94     | 1984–1989 |      | Elisabeth Kopp             | 1936–2023   | Zürich                 | FDP               |
| 95     | 1987–1999 |      | Arnold Koller              | * 1933      | Appenzell Innerrhoden  | CVP               |
| 96     | 1987–1999 |      | Flavio Cotti               | 1939–2020   | Tessin                 | CVP               |
| 97     | 1988–1993 |      | René Felber                | 1933–2020   | Neuenburg              | SP                |
| 98     | 1988–2000 |      | Adolf Ogi                  | * 1942      | Bern                   | SVP               |
| 99     | 1989–2003 |      | Kaspar Villiger            | * 1941      | Luzern                 | FDP               |
| 100    | 1993–2002 |      | Ruth Dreifuss              | * 1940      | Genf                   | SP                |
| 101    | 1995–2010 |      | Moritz Leuenberger         | * 1946      | Zürich                 | SP                |
| 102    | 1998–2009 |      | Pascal Couchepin           | * 1942      | Wallis                 | FDP.Die Liberalen |
| 103    | 1999–2003 |      | Ruth Metzler-Arnold        | * 1964      | Appenzell Innerrhoden  | CVP               |
| 104    | 1999–2006 |      | Joseph Deiss               | * 1946      | Freiburg               | CVP               |
| 105    | 2001–2008 |      | Samuel Schmid              | * 1947      | Bern                   | SVP BDP           |
| 106    | 2003–2011 |      | Micheline Calmy-Rey        | * 1945      | Genf                   | SP                |
| 107    | 2004–2007 |      | Christoph Blocher          | * 1940      | Zürich                 | SVP               |
| 108    | 2004–2010 |      | Hans-Rudolf Merz           | * 1942      | Appenzell Ausserrhoden | FDP.Die Liberalen |
| 109    | 2006–2018 |      | Doris Leuthard             | * 1963      | Aargau                 | CVP               |
| 110    | 2008–2015 |      | Eveline Widmer-Schlumpf    | * 1956      | Graubünden             | SVP BDP           |
| 111    | 2009–2022 |      | Ueli Maurer                | * 1950      | Zürich                 | SVP               |
| 112    | 2009–2017 |      | Didier Burkhalter          | * 1960      | Neuenburg              | FDP.Die Liberalen |
| 113    | 2010–2022 |      | Simonetta Sommaruga        | * 1960      | Bern                   | SP                |
| 114    | 2010–2018 |      | Johann Schneider-Ammann    | * 1952      | Bern                   | FDP.Die Liberalen |
| 115    | 2012–2023 |      | Alain Berset               | * 1972      | Freiburg               | SP                |
| 116    | 2016–     |      | Guy Parmelin               | * 1959      | Waadt                  | SVP               |
| 117    | 2017–     |      | Ignazio Cassis             | * 1961      | Tessin                 | FDP.Die Liberalen |
| 118    | 2019–2025 |      | Viola Amherd               | * 1962      | Wallis                 | Die Mitte         |
| 119    | 2019–     |      | Karin Keller-Sutter        | * 1963      | St. Gallen             | FDP.Die Liberalen |
| 120    | 2023–     |      | Albert Rösti               | * 1967      | Bern                   | SVP               |
| 121    | 2023–     |      | Elisabeth Baume-Schneider  | * 1963      | Jura                   | SP                |
| 122    | 2024–     |      | Beat Jans                  | * 1964      | Basel-Stadt            | SP                |
| 123    | 2025–     |      | Martin Pfister             | * 1963      | Zug                    | Die Mitte         |

Ausser bei einer Nachwahl aufgrund ausserordentlichen Ausscheidens ist der Amtsbeginn jeweils der 1. Januar.

## Amtsnachfolge
| Jahrzehnt     | Erster Tag im Amt          | Bundesräte              | Bundesräte                | Bundesräte          | Bundesräte                 | Bundesräte                | Bundesräte              | Bundesräte           |
| ------------- | -------------------------- | ----------------------- | ------------------------- | ------------------- | -------------------------- | ------------------------- | ----------------------- | -------------------- |
| 1840er        | 16. Nov 1848               | Ulrich Ochsenbein       | Jonas Furrer              | Josef Munzinger     | Henri Druey                | Friedrich Frey-Herosé     | Wilhelm Matthias Naeff  | Stefano Franscini    |
| 1850er        |                            |                         | Jonas Furrer              | Josef Munzinger     | Henri Druey                | Friedrich Frey-Herosé     | Wilhelm Matthias Naeff  | Stefano Franscini    |
| 1. Jan 1855   | Jakob Stämpfli             |                         | Jonas Furrer              | Josef Munzinger     | Henri Druey                | Friedrich Frey-Herosé     | Wilhelm Matthias Naeff  | Stefano Franscini    |
| 11. Juli 1855 | Jakob Stämpfli             | Constant Fornerod       | Jonas Furrer              | Josef Munzinger     |                            | Friedrich Frey-Herosé     | Wilhelm Matthias Naeff  | Stefano Franscini    |
| 14. Juli 1855 | Jakob Stämpfli             | Constant Fornerod       | Jonas Furrer              | Josef Martin Knüsel |                            | Friedrich Frey-Herosé     | Wilhelm Matthias Naeff  | Stefano Franscini    |
| 30. Juli 1857 | Jakob Stämpfli             | Constant Fornerod       | Jonas Furrer              | Josef Martin Knüsel | Giovanni Battista Pioda    | Friedrich Frey-Herosé     | Wilhelm Matthias Naeff  |                      |
| 1860er        | Jakob Stämpfli             | Constant Fornerod       | 30. Juli 1861             | Josef Martin Knüsel | Giovanni Battista Pioda    | Friedrich Frey-Herosé     | Wilhelm Matthias Naeff  | Jakob Dubs           |
| 1860er        | 1. Jan 1864                | Constant Fornerod       | Karl Schenk               | Josef Martin Knüsel | Giovanni Battista Pioda    | Friedrich Frey-Herosé     | Wilhelm Matthias Naeff  | Jakob Dubs           |
| 1860er        | 12. Juli 1864              | Constant Fornerod       | Karl Schenk               | Josef Martin Knüsel | Jean-Jacques Challet-Venel | Friedrich Frey-Herosé     | Wilhelm Matthias Naeff  | Jakob Dubs           |
| 1860er        | 1. Jan 1867                | Constant Fornerod       | Karl Schenk               | Josef Martin Knüsel | Jean-Jacques Challet-Venel | Emil Welti                | Wilhelm Matthias Naeff  | Jakob Dubs           |
| 1860er        | 1. Jan 1868                | Victor Ruffy            | Karl Schenk               | Josef Martin Knüsel | Jean-Jacques Challet-Venel | Emil Welti                | Wilhelm Matthias Naeff  | Jakob Dubs           |
| 1870er        | 1. Feb 1870                | Paul Cérésole           | Karl Schenk               | Josef Martin Knüsel | Jean-Jacques Challet-Venel | Emil Welti                | Wilhelm Matthias Naeff  | Jakob Dubs           |
| 1870er        | 28. Mai 1872               | Paul Cérésole           | Karl Schenk               | Josef Martin Knüsel | Jean-Jacques Challet-Venel | Emil Welti                | Wilhelm Matthias Naeff  | Johann Jakob Scherer |
| 1870er        | 1. Jan 1873                | Paul Cérésole           | Karl Schenk               | Josef Martin Knüsel | Eugène Borel               | Emil Welti                | Wilhelm Matthias Naeff  | Johann Jakob Scherer |
| 1870er        | 1. Jan 1876                | Joachim Heer            | Karl Schenk               | Numa Droz           | Fridolin Anderwert         | Emil Welti                | Bernhard Hammer         | Johann Jakob Scherer |
| 1870er        | 1. Jan 1879                | Simeon Bavier           | Karl Schenk               | Numa Droz           | Fridolin Anderwert         | Emil Welti                | Bernhard Hammer         | Johann Jakob Scherer |
| 1870er        | 1. Apr 1879                | Simeon Bavier           | Karl Schenk               | Numa Droz           | Fridolin Anderwert         | Emil Welti                | Bernhard Hammer         | Wilhelm Hertenstein  |
| 1880er        | 3. März 1881               | Simeon Bavier           | Karl Schenk               | Numa Droz           | Louis Ruchonnet            | Emil Welti                | Bernhard Hammer         | Wilhelm Hertenstein  |
| 1880er        | 10. Apr 1883               | Adolf Deucher           | Karl Schenk               | Numa Droz           | Louis Ruchonnet            | Emil Welti                | Bernhard Hammer         | Wilhelm Hertenstein  |
| 1880er        | 13. Dez 1888               | Adolf Deucher           | Karl Schenk               | Numa Droz           | Louis Ruchonnet            | Emil Welti                | Bernhard Hammer         | Walter Hauser        |
| 1890er        | 1. Jan 1891                | Adolf Deucher           | Karl Schenk               | Numa Droz           | Louis Ruchonnet            | Emil Welti                | Emil Frey               | Walter Hauser        |
| 1890er        | 1. Jan 1892                | Adolf Deucher           | Karl Schenk               | Numa Droz           | Louis Ruchonnet            | Josef Zemp                | Emil Frey               | Walter Hauser        |
| 1890er        | 1. Jan 1893                | Adolf Deucher           | Karl Schenk               | Adrien Lachenal     | Louis Ruchonnet            | Josef Zemp                | Emil Frey               | Walter Hauser        |
| 1890er        | 14. Dez 1893               | Adolf Deucher           | Karl Schenk               | Adrien Lachenal     | Eugène Ruffy               | Josef Zemp                | Emil Frey               | Walter Hauser        |
| 1890er        | 16. Aug 1895               | Adolf Deucher           | Eduard Müller             | Adrien Lachenal     | Eugène Ruffy               | Josef Zemp                | Emil Frey               | Walter Hauser        |
| 1890er        | 1. Apr 1897                | Adolf Deucher           | Eduard Müller             | Adrien Lachenal     | Eugène Ruffy               | Josef Zemp                | Ernst Brenner           | Walter Hauser        |
| 1900er        | 1. Jan 1900                | Adolf Deucher           | Eduard Müller             | Robert Comtesse     | Marc-Emile Ruchet          | Josef Zemp                | Ernst Brenner           | Walter Hauser        |
| 1900er        | 11. Dez 1902               | Adolf Deucher           | Eduard Müller             | Robert Comtesse     | Marc-Emile Ruchet          | Josef Zemp                | Ernst Brenner           | Ludwig Forrer        |
| 1900er        | 17. Juni 1908              | Adolf Deucher           | Eduard Müller             | Robert Comtesse     | Marc-Emile Ruchet          | Josef Anton Schobinger    | Ernst Brenner           | Ludwig Forrer        |
| 1910er        | 4. Apr 1911                | Adolf Deucher           | Eduard Müller             | Robert Comtesse     | Marc-Emile Ruchet          | Josef Anton Schobinger    | Arthur Hoffmann         | Ludwig Forrer        |
| 1910er        | 14. Dez 1911               | Adolf Deucher           | Eduard Müller             | Robert Comtesse     | Marc-Emile Ruchet          | Giuseppe Motta            | Arthur Hoffmann         | Ludwig Forrer        |
| 1910er        | 12. März 1912              | Adolf Deucher           | Eduard Müller             | Louis Perrier       | Marc-Emile Ruchet          | Giuseppe Motta            | Arthur Hoffmann         | Ludwig Forrer        |
| 1910er        | 17. Juli 1912              | Edmund Schulthess       | Eduard Müller             | Louis Perrier       | Camille Decoppet           | Giuseppe Motta            | Arthur Hoffmann         | Ludwig Forrer        |
| 1910er        | 12. Juni 1913              | Edmund Schulthess       | Eduard Müller             | Felix Calonder      | Camille Decoppet           | Giuseppe Motta            | Arthur Hoffmann         | Ludwig Forrer        |
| 1910er        | 26. Juni 1917              | Edmund Schulthess       | Eduard Müller             | Felix Calonder      | Camille Decoppet           | Giuseppe Motta            | Gustave Ador            | Ludwig Forrer        |
| 1910er        | 1. Dez 1918                | Edmund Schulthess       | Eduard Müller             | Felix Calonder      | Camille Decoppet           | Giuseppe Motta            | Gustave Ador            | Robert Haab          |
| 1910er        | 11. Dez 1919               | Edmund Schulthess       | Karl Scheurer             | Felix Calonder      | Camille Decoppet           | Giuseppe Motta            | Gustave Ador            | Robert Haab          |
| 1920er        | 1. Jan 1920                | Edmund Schulthess       | Karl Scheurer             | Felix Calonder      | Ernest Chuard              | Giuseppe Motta            | Jean-Marie Musy         | Robert Haab          |
| 1920er        | 12. Feb 1920               | Edmund Schulthess       | Karl Scheurer             | Heinrich Häberlin   | Ernest Chuard              | Giuseppe Motta            | Jean-Marie Musy         | Robert Haab          |
| 1920er        | 1. Jan 1929                | Edmund Schulthess       | Karl Scheurer             | Heinrich Häberlin   | Marcel Pilet-Golaz         | Giuseppe Motta            | Jean-Marie Musy         | Robert Haab          |
| 1920er        | 12. Dez 1929               | Edmund Schulthess       | Rudolf Minger             | Heinrich Häberlin   | Marcel Pilet-Golaz         | Giuseppe Motta            | Jean-Marie Musy         | Albert Meyer         |
| 1930er        | 30. Apr 1934               | Edmund Schulthess       | Rudolf Minger             | Johannes Baumann    | Marcel Pilet-Golaz         | Giuseppe Motta            | Philipp Etter           | Albert Meyer         |
| 1930er        | 15. Apr 1935               | Hermann Obrecht         | Rudolf Minger             | Johannes Baumann    | Marcel Pilet-Golaz         | Giuseppe Motta            | Philipp Etter           | Albert Meyer         |
| 1930er        | 1. Jan 1939                | Hermann Obrecht         | Rudolf Minger             | Johannes Baumann    | Marcel Pilet-Golaz         | Giuseppe Motta            | Philipp Etter           | Ernst Wetter         |
| 1940er        | 22. Feb 1940               | Hermann Obrecht         | Rudolf Minger             | Johannes Baumann    | Marcel Pilet-Golaz         | Enrico Celio              | Philipp Etter           | Ernst Wetter         |
| 1940er        | 1. Aug 1940                | Walther Stampfli        | Rudolf Minger             | Johannes Baumann    | Marcel Pilet-Golaz         | Enrico Celio              | Philipp Etter           | Ernst Wetter         |
| 1940er        | 10. Dez 1940               | Walther Stampfli        | Eduard von Steiger        | Johannes Baumann    | Marcel Pilet-Golaz         | Enrico Celio              | Philipp Etter           | Ernst Wetter         |
| 1940er        | 1. Jan 1941                | Walther Stampfli        | Eduard von Steiger        | Karl Kobelt         | Marcel Pilet-Golaz         | Enrico Celio              | Philipp Etter           | Ernst Wetter         |
| 1940er        | 1. Jan 1944                | Walther Stampfli        | Eduard von Steiger        | Karl Kobelt         | Marcel Pilet-Golaz         | Enrico Celio              | Philipp Etter           | Ernst Nobs           |
| 1940er        | 1. Jan 1945                | Walther Stampfli        | Eduard von Steiger        | Karl Kobelt         | Max Petitpierre            | Enrico Celio              | Philipp Etter           | Ernst Nobs           |
| 1940er        | 1. Jan 1948                | Rodolphe Rubattel       | Eduard von Steiger        | Karl Kobelt         | Max Petitpierre            | Enrico Celio              | Philipp Etter           | Ernst Nobs           |
| 1950er        | 15. Okt 1950               | Rodolphe Rubattel       | Eduard von Steiger        | Karl Kobelt         | Max Petitpierre            | Josef Escher              | Philipp Etter           | Ernst Nobs           |
| 1950er        | 13. Dez 1951               | Rodolphe Rubattel       | Markus Feldmann           | Karl Kobelt         | Max Petitpierre            | Josef Escher              | Philipp Etter           | Ernst Nobs           |
| 1950er        | 1. Jan 1952                | Rodolphe Rubattel       | Markus Feldmann           | Karl Kobelt         | Max Petitpierre            | Josef Escher              | Philipp Etter           | Max Weber            |
| 1950er        | 1. Feb 1954                | Rodolphe Rubattel       | Markus Feldmann           | Karl Kobelt         | Max Petitpierre            | Josef Escher              | Philipp Etter           | Hans Streuli         |
| 1950er        | 16. Dez 1954               | Rodolphe Rubattel       | Markus Feldmann           | Karl Kobelt         | Max Petitpierre            | Thomas Holenstein         | Philipp Etter           | Hans Streuli         |
| 1950er        | 1. Jan 1955                | Paul Chaudet            | Markus Feldmann           | Giuseppe Lepori     | Max Petitpierre            | Thomas Holenstein         | Philipp Etter           | Hans Streuli         |
| 1950er        | 11. Dez 1958               | Paul Chaudet            | Friedrich Traugott Wahlen | Giuseppe Lepori     | Max Petitpierre            | Thomas Holenstein         | Philipp Etter           | Hans Streuli         |
| 1960er        | 1. Jan 1960                | Paul Chaudet            | Friedrich Traugott Wahlen | Willy Spühler       | Max Petitpierre            | Hans-Peter Tschudi        | Ludwig von Moos         | Jean Bourgknecht     |
| 1960er        | 1. Juli 1961               | Paul Chaudet            | Friedrich Traugott Wahlen | Willy Spühler       | Hans Schaffner             | Hans-Peter Tschudi        | Ludwig von Moos         | Jean Bourgknecht     |
| 1960er        | 1. Okt 1962                | Paul Chaudet            | Friedrich Traugott Wahlen | Willy Spühler       | Hans Schaffner             | Hans-Peter Tschudi        | Ludwig von Moos         | Roger Bonvin         |
| 1960er        | 1. Jan 1966                | Paul Chaudet            | Rudolf Gnägi              | Willy Spühler       | Hans Schaffner             | Hans-Peter Tschudi        | Ludwig von Moos         | Roger Bonvin         |
| 1960er        | 1. Jan 1967                | Nello Celio             | Rudolf Gnägi              | Willy Spühler       | Hans Schaffner             | Hans-Peter Tschudi        | Ludwig von Moos         | Roger Bonvin         |
| 1970er        | 1. Jan 1970                | Nello Celio             | Rudolf Gnägi              | Willy Spühler       | Ernst Brugger              | Hans-Peter Tschudi        | Ludwig von Moos         | Roger Bonvin         |
| 1970er        | 1. Feb 1970                | Nello Celio             | Rudolf Gnägi              | Pierre Graber       | Ernst Brugger              | Hans-Peter Tschudi        | Ludwig von Moos         | Roger Bonvin         |
| 1970er        | 1. Jan 1972                | Nello Celio             | Rudolf Gnägi              | Pierre Graber       | Ernst Brugger              | Hans-Peter Tschudi        | Kurt Furgler            | Roger Bonvin         |
| 1970er        | 1. Jan 1974                | Georges-André Chevallaz | Rudolf Gnägi              | Pierre Graber       | Ernst Brugger              | Willi Ritschard           | Kurt Furgler            | Hans Hürlimann       |
| 1970er        | 1. Jan 1978                | Georges-André Chevallaz | Rudolf Gnägi              | Pierre Graber       | Fritz Honegger             | Willi Ritschard           | Kurt Furgler            | Hans Hürlimann       |
| 1970er        | 1. Feb 1978                | Georges-André Chevallaz | Rudolf Gnägi              | Pierre Aubert       | Fritz Honegger             | Willi Ritschard           | Kurt Furgler            | Hans Hürlimann       |
| 1980er        | 1. Jan 1980                | Georges-André Chevallaz | Leon Schlumpf             | Pierre Aubert       | Fritz Honegger             | Willi Ritschard           | Kurt Furgler            | Hans Hürlimann       |
| 1980er        | 1. Jan 1983                | Georges-André Chevallaz | Leon Schlumpf             | Pierre Aubert       | Rudolf Friedrich           | Willi Ritschard           | Kurt Furgler            | Alphons Egli         |
| 1980er        | 7. Dez 1983                | Georges-André Chevallaz | Leon Schlumpf             | Pierre Aubert       | Rudolf Friedrich           | Otto Stich                | Kurt Furgler            | Alphons Egli         |
| 1980er        | 1. Jan 1984                | Jean-Pascal Delamuraz   | Leon Schlumpf             | Pierre Aubert       | Rudolf Friedrich           | Otto Stich                | Kurt Furgler            | Alphons Egli         |
| 1980er        | 21. Okt 1984               | Jean-Pascal Delamuraz   | Leon Schlumpf             | Pierre Aubert       | Elisabeth Kopp             | Otto Stich                | Kurt Furgler            | Alphons Egli         |
| 1980er        | 1. Jan 1987                | Jean-Pascal Delamuraz   | Leon Schlumpf             | Pierre Aubert       | Elisabeth Kopp             | Otto Stich                | Arnold Koller           | Flavio Cotti         |
| 1980er        | 1. Jan 1988                | Jean-Pascal Delamuraz   | Adolf Ogi                 | René Felber         | Elisabeth Kopp             | Otto Stich                | Arnold Koller           | Flavio Cotti         |
| 1980er        | 1. Feb 1989                | Jean-Pascal Delamuraz   | Adolf Ogi                 | René Felber         | Kaspar Villiger            | Otto Stich                | Arnold Koller           | Flavio Cotti         |
| 1990er        | 1. Apr 1993                | Jean-Pascal Delamuraz   | Adolf Ogi                 | Ruth Dreifuss       | Kaspar Villiger            | Otto Stich                | Arnold Koller           | Flavio Cotti         |
| 1990er        | 1. Nov 1995                | Jean-Pascal Delamuraz   | Adolf Ogi                 | Ruth Dreifuss       | Kaspar Villiger            | Moritz Leuenberger        | Arnold Koller           | Flavio Cotti         |
| 1990er        | 1. Apr 1998                | Pascal Couchepin        | Adolf Ogi                 | Ruth Dreifuss       | Kaspar Villiger            | Moritz Leuenberger        | Arnold Koller           | Flavio Cotti         |
| 1990er        | 1. Apr 1999                | Pascal Couchepin        | Adolf Ogi                 | Ruth Dreifuss       | Kaspar Villiger            | Moritz Leuenberger        | Ruth Metzler-Arnold     | Joseph Deiss         |
| 2000er        | 1. Jan 2001                | Pascal Couchepin        | Samuel Schmid             | Ruth Dreifuss       | Kaspar Villiger            | Moritz Leuenberger        | Ruth Metzler-Arnold     | Joseph Deiss         |
| 2000er        | 1. Jan 2003                | Pascal Couchepin        | Samuel Schmid             | Micheline Calmy-Rey | Kaspar Villiger            | Moritz Leuenberger        | Ruth Metzler-Arnold     | Joseph Deiss         |
| 2000er        | 1. Jan 2004                | Pascal Couchepin        | Samuel Schmid             | Micheline Calmy-Rey | Christoph Blocher          | Moritz Leuenberger        | Hans-Rudolf Merz        | Joseph Deiss         |
| 2000er        | 1. Aug 2006                | Pascal Couchepin        | Samuel Schmid             | Micheline Calmy-Rey | Christoph Blocher          | Moritz Leuenberger        | Hans-Rudolf Merz        | Doris Leuthard       |
| 2000er        | 1. Jan 2008                | Pascal Couchepin        | Samuel Schmid             | Micheline Calmy-Rey | Eveline Widmer-Schlumpf    | Moritz Leuenberger        | Hans-Rudolf Merz        | Doris Leuthard       |
| 2000er        | 16. Juni 2008 5. Juli 2008 | Pascal Couchepin        | Samuel Schmid             | Micheline Calmy-Rey | Eveline Widmer-Schlumpf    | Moritz Leuenberger        | Hans-Rudolf Merz        | Doris Leuthard       |
| 2000er        | 1. Jan 2009                | Pascal Couchepin        | Ueli Maurer               | Micheline Calmy-Rey | Eveline Widmer-Schlumpf    | Moritz Leuenberger        | Hans-Rudolf Merz        | Doris Leuthard       |
| 2000er        | 1. Nov 2009                | Didier Burkhalter       | Ueli Maurer               | Micheline Calmy-Rey | Eveline Widmer-Schlumpf    | Moritz Leuenberger        | Hans-Rudolf Merz        | Doris Leuthard       |
| 2010er        | 1. Nov 2010                | Didier Burkhalter       | Ueli Maurer               | Micheline Calmy-Rey | Eveline Widmer-Schlumpf    | Simonetta Sommaruga       | Johann Schneider-Ammann | Doris Leuthard       |
| 2010er        | 1. Jan 2012                | Didier Burkhalter       | Ueli Maurer               | Alain Berset        | Eveline Widmer-Schlumpf    | Simonetta Sommaruga       | Johann Schneider-Ammann | Doris Leuthard       |
| 2010er        | 1. Jan 2016                | Didier Burkhalter       | Ueli Maurer               | Alain Berset        | Guy Parmelin               | Simonetta Sommaruga       | Johann Schneider-Ammann | Doris Leuthard       |
| 2010er        | 1. Nov 2017                | Ignazio Cassis          | Ueli Maurer               | Alain Berset        | Guy Parmelin               | Simonetta Sommaruga       | Johann Schneider-Ammann | Doris Leuthard       |
| 2010er        | 1. Jan 2019                | Ignazio Cassis          | Ueli Maurer               | Alain Berset        | Guy Parmelin               | Simonetta Sommaruga       | Karin Keller-Sutter     | Viola Amherd         |
| 2020er        | 1. Jan 2023                | Ignazio Cassis          | Albert Rösti              | Alain Berset        | Guy Parmelin               | Elisabeth Baume-Schneider | Karin Keller-Sutter     | Viola Amherd         |
| 1. Jan 2024   | Beat Jans                  | Ignazio Cassis          | Albert Rösti              |                     | Guy Parmelin               | Elisabeth Baume-Schneider | Karin Keller-Sutter     | Viola Amherd         |
| 1. Apr 2025   | Beat Jans                  | Ignazio Cassis          | Albert Rösti              | Martin Pfister      | Guy Parmelin               | Elisabeth Baume-Schneider | Karin Keller-Sutter     |                      |

Anmerkungen
1. ↑  Die Bundesräte werden von der Bundesversammlung für vier Jahre gewählt und normalerweise wiedergewählt.
 Wenn der Vorgänger im Amt verstorben ist, wird das Datum der Wahl angegeben, sonst der erste Tag im Amt.
2. 1 2 3 4  Nicht wiedergewählt
3. ↑  Johann Jakob Stehlin (1803–1879, BS) nahm die Wahl nicht an
4. ↑  Charles Estoppey (1820–1888, VD) nahm die Wahl am 18. Dezember 1875 nicht an. Acht Tage zuvor hatte auch Louis Ruchonnet abgelehnt; letzterer wurde dann aber 1881 gewählt.
5. ↑  Karl Hoffmann (1820–1895, SG) nahm die Wahl am 22. Februar 1881 nicht an
6. ↑  Ab 1959 galt die Zauberformel zur Parteizusammensetzung: FDP 2, CVP 2, SP 2, SVP 1
7. ↑  Francis Matthey (1942–2025, NE) nahm die Wahl am 3. März 1993 nicht an
8. ↑  Neue Parteienzusammensetzung: FDP 2, SP 2, SVP (seit Sommer 2008 BDP) 2, CVP 1
9. 1 2 3  Nach der Bundesratswahl 2007, bei welcher Christoph Blocher nicht wiedergewählt wurde, stattdessen aber Eveline Widmer-Schlumpf gewählt wurde, schloss die SVP Eveline Widmer-Schlumpf mitsamt ihrer Kantonalsektion, der SVP Graubünden (später BDP Graubünden), aus der SVP Schweiz aus. Daraufhin kam es zur Spaltung der SVP, im Kanton Bern wurde die BDP Bern gegründet, der sich die SVP-Sektion Rüti anschloss, in welcher wiederum Samuel Schmid Mitglied ist. Er bekräftigte, neu Mitglied der BDP sein zu wollen. Diese Kantonalparteien stellten Sektionen der BDP Schweiz dar. Als Stichtag des Parteiübertritts gilt bei Eveline Widmer-Schlumpf der 16. Juni 2008, als die SVP Graubünden den Ausschluss akzeptierte und sich zuerst in BPS Graubünden umbenannte, dies kurz darauf aber auf BDP änderte, da das Kürzel schon belegt war; bei Samuel Schmid ist der Stichtag der 5. Juli 2008, als seine SVP-Ortssektion, die SVP Rüti, der BDP Bern beitrat.

## Statistiken
Seit der Gründung des modernen schweizerischen Bundesstaates im Jahre 1848 waren per 2018 insgesamt 117 Bundesräte 1190 Jahre ((2018–1848) × 7) lang im Amt. Durchschnittlich war also ein Bundesrat rund zehn Jahre (genau: 1190 Amtsjahre / 117 Bundesräte = 10,171 Jahre) im Amt. Dies führt zu einer grossen Kontinuität der Regierung und trägt zur im internationalen Vergleich sehr hohen Stabilität des politischen Systems der Schweiz bei (Stand nach 169 Jahren Bundesrat am 31. Oktober 2017). Der Bundesrat war jedoch im Jahr 2012 der amtsjüngste seit der Wahl von Hans Schaffner im Jahre 1961 und somit einer der amtsjüngsten in der Geschichte. Seither hat sich durch die wenigen Rücktritte das Amtsalter des Gesamtbundesrates kontinuierlich erhöht, sodass 2018 nur noch Parmelin und Cassis weniger als fünf Jahre Amtszeit hatten. Seit 2023 ist die Mehrheit der Bundesratsmitglieder wieder weniger als 5 Jahre im Amt.

### Parteien der Bundesräte
| Partei                                           | Bundesräte | Anmerkungen                                          |
| ------------------------------------------------ | ---------- | ---------------------------------------------------- |
| FDP.Die Liberalen – FDP / Vorgängergruppierungen | 71         | FDP.Die Liberalen nach Zusammenschluss von FDP & LPS |
| Die Mitte – CVP / KCVP / KK                      | 22         | Die Mitte nach Zusammenschluss von CVP & BDP         |
| SP                                               | 15         |                                                      |
| SVP – BGB                                        | 13         | SVP nach Zusammenschluss von BGB & DP                |
| BDP                                              | 02         | 2 als SVP gewählt, während Amtszeit Wechsel zur BDP  |
| Liberale Partei (LPS)                            | 01         |                                                      |

### Bundesräte pro Kanton
Die Herkunftskantone der derzeitigen Bundesräte sind fett angezeigt.
| Kantone                                       | Anzahl Bundesräte |
| --------------------------------------------- | ----------------- |
| Zürich                                        | 20                |
| Bern, Waadt                                   | 15                |
| Neuenburg                                     | 09                |
| Tessin                                        | 08                |
| Solothurn, St. Gallen                         | 06                |
| Aargau, Genf, Luzern                          | 05                |
| Freiburg, Graubünden, Wallis                  | 04                |
| Basel-Stadt, Thurgau, Zug                     | 03                |
| Appenzell Innerrhoden, Appenzell Ausserrhoden | 02                |
| Basel-Landschaft, Glarus, Jura, Obwalden      | 01                |
| Nidwalden, Schaffhausen, Schwyz, Uri          | 0                 |

### Letzte Bundesräte nach Kanton
| Kanton                 | Letzter Bundesrat         | Rücktritt bzw. keine Wiederwahl |
| ---------------------- | ------------------------- | ------------------------------- |
| Zürich                 | Ueli Maurer               | 2022                            |
| Bern                   | Albert Rösti              | im Amt                          |
| Luzern                 | Kaspar Villiger           | 2003                            |
| Uri                    | noch kein Bundesrat       | noch kein Bundesrat             |
| Schwyz                 | noch kein Bundesrat       | noch kein Bundesrat             |
| Obwalden               | Ludwig von Moos           | 1971                            |
| Nidwalden              | noch kein Bundesrat       | noch kein Bundesrat             |
| Glarus                 | Joachim Heer              | 1878                            |
| Zug                    | Martin Pfister            | im Amt                          |
| Freiburg               | Alain Berset              | 2023                            |
| Solothurn              | Otto Stich                | 1995                            |
| Basel-Stadt            | Beat Jans                 | im Amt                          |
| Basel-Landschaft       | Emil Frey                 | 1897                            |
| Schaffhausen           | noch kein Bundesrat       | noch kein Bundesrat             |
| Appenzell Ausserrhoden | Hans-Rudolf Merz          | 2010                            |
| Appenzell Innerrhoden  | Ruth Metzler-Arnold       | 2003                            |
| St. Gallen             | Karin Keller-Sutter       | im Amt                          |
| Graubünden             | Eveline Widmer-Schlumpf   | 2015                            |
| Aargau                 | Doris Leuthard            | 2018                            |
| Thurgau                | Heinrich Häberlin         | 1934                            |
| Tessin                 | Ignazio Cassis            | im Amt                          |
| Waadt                  | Guy Parmelin              | im Amt                          |
| Wallis                 | Viola Amherd              | 2025                            |
| Neuenburg              | Didier Burkhalter         | 2017                            |
| Genf                   | Micheline Calmy-Rey       | 2011                            |
| Jura                   | Elisabeth Baume-Schneider | im Amt                          |

### Sprachregionen
Die französische Schweiz hat seit Gründung des Bundesstaates 1848 ununterbrochen mindestens einen Vertreter im Bundesrat. Dagegen war die italienische Schweiz zwischen 1848 und Juli 2017 nur während 81 von 169 Jahren im Bundesrat vertreten. Die längste Periode ohne Tessiner Regierungsbeteiligung war von 1865 bis zur Wahl Giuseppe Mottas 1911. Seit dem 31. Oktober 2017 ist das Tessin mit Ignazio Cassis (FDP) nach rund 20 Jahren wieder im Bundesrat vertreten. Die rätoromanische Schweiz war bisher erst einmal mit Felix Calonder im Bundesrat vertreten.
Die Mehrheit des Bundesrates wird in der Regel von Mitgliedern aus der Deutschschweiz gestellt. 1917–1919 und 2023 waren die französisch- und italienischsprachigen Mitglieder des Bundesrates in der Mehrheit.

### Längste Amtsdauer
| Jahre | Name                      |
| ----- | ------------------------- |
| 31    | Karl Schenk               |
| 29    | Adolf Deucher             |
| 28    | Giuseppe Motta            |
| 27    | Wilhelm Matthias Naeff    |
| 25    | Philipp Etter, Emil Welti |
| 24    | Eduard Müller             |
| 22    | Edmund Schulthess         |
| 20    | Josef Martin Knüsel       |

### Kürzeste Amtsdauer
Amtierende Bundesräte fett; nicht wiedergewählte kursiv; in der Reihenfolge der Amtsdauer
| Jahre | Name |
| ----- | --- |
| 0     | |
| 1     | Louis Perrier, Rudolf Friedrich, Beat Jans |
| 2     | Victor Ruffy, Max Weber, Gustave Ador, Jean Bourgknecht, Albert Rösti, Elisabeth Baume-Schneider                                                |
| 3     | Eugène Borel, Joachim Heer, Josef Anton Schobinger                                                                                              |
| 4     | Alphons Egli, Josef Escher, Simeon Bavier, Elisabeth Kopp, Ruth Metzler-Arnold, Christoph Blocher                                               |
| 5     | Ernst Wetter, Giuseppe Lepori, Fritz Honegger, Thomas Holenstein, Fridolin Anderwert, René Felber, Hermann Obrecht, Paul Cérésole, Hans Streuli |

### Alter bei der Wahl
| Alter | Name                             |
| ----- | -------------------------------- |
| 72    | Gustave Ador                     |
| 65    | Josef Escher                     |
| 63    | Louis Perrier, Christoph Blocher |
| 62    | Ernest Chuard                    |
| …     | …                                |
| 36    | Constant Fornerod, Eugène Borel  |
| 35    | Ruth Metzler-Arnold              |
| 34    | Jakob Stämpfli                   |
| 31    | Numa Droz                        |

### Alter bei Rücktritt, Nichtwiederwahl oder Tod im Amt
Amtierende Bundesräte sind fett angezeigt.
| Alter | Name                                             |
| ----- | ------------------------------------------------ |
| 81    | Adolf Deucher                                    |
| 74    | Gustave Ador, Josef Zemp                         |
| 73    | Wilhelm Matthias Naeff                           |
| 72    | Karl Schenk, Ludwig Forrer, Ueli Maurer          |
| 71    | Eduard Müller, Ernest Chuard                     |
| 70    | Eduard von Steiger                               |
| …     | …                                                |
| 50    | Adrien Lachenal, Jakob Dubs                      |
| 48    | Constant Fornerod, Numa Droz                     |
| 46    | Victor Ruffy                                     |
| 43    | Jakob Stämpfli, Paul Cérésole, Ulrich Ochsenbein |
| 40    | Eugène Borel                                     |
| 39    | Ruth Metzler-Arnold                              |

### Lebensjahre nach dem Amtsende
Noch lebende Alt-Bundesräte sind fett angezeigt.
| Jahre | Name                                               |
| ----- | -------------------------------------------------- |
| 36    | Ulrich Ochsenbein                                  |
| 35    | Hans Schaffner                                     |
| 34    | Elisabeth Kopp                                     |
| 33    | Max Petitpierre                                    |
| 30    | Enrico Celio, Paul Cérésole                        |
| 29    | Hans-Peter Tschudi, Rudolf Friedrich, Alphons Egli |
| 28    | Pierre Aubert                                      |
| 27    | René Felber                                        |
| 25    | Emil Frey, Pierre Graber, Arnold Koller            |

### Bundesräte mit der längsten Lebensdauer
Noch lebende Alt-Bundesräte sind fett angezeigt.
| Alter | Name                                                                    |
| ----- | ----------------------------------------------------------------------- |
| 95    | Max Petitpierre, Hans Schaffner                                         |
| 94    | Pierre Graber                                                           |
| 91    | Alphons Egli, Arnold Koller                                             |
| 90    | Enrico Celio, Rudolf Friedrich                                          |
| 89    | Pierre Aubert                                                           |
| 88    | Felix Calonder, Willy Spühler, Hans-Peter Tschudi                       |
| 87    | Georges-André Chevallaz, Leon Schlumpf, René Felber                     |
| 86    | Philipp Etter, Friedrich Traugott Wahlen, Elisabeth Kopp                |
| 85    | Bernhard Hammer, Ernest Chuard, Ernst Wetter, Otto Stich, Ruth Dreifuss |

### Nichtwiederwahl
Normalerweise werden Bundesräte ersetzt, wenn sie zurücktreten. Eine Nichtwiederwahl ist äusserst unüblich. In der Geschichte des schweizerischen Bundesstaates ist dies erst vier Mal vorgekommen, wobei zwischen 1873 und 2002 kein Mitglied des Bundesrates nicht wiedergewählt wurde.
| Jahr | Bild | Name (Lebensdaten)                     | Partei |
| ---- | ---- | -------------------------------------- | ------ |
| 1854 |      | Ulrich Ochsenbein (1811–1890)          | freis. |
| 1872 |      | Jean-Jacques Challet-Venel (1811–1893) | freis. |
| 2003 |      | Ruth Metzler-Arnold (* 1964)           | CVP    |
| 2007 |      | Christoph Blocher (* 1940)             | SVP    |

### Tod im Amt
| Jahr | Bild | Name (Lebensdaten)                 | Partei      |
| ---- | ---- | ---------------------------------- | ----------- |
| 1855 |      | Josef Munzinger (1791–1855)        | freis.      |
| 1855 |      | Henri Druey (1799–1855)            | freis.      |
| 1857 |      | Stefano Franscini (1796–1857)      | freis.      |
| 1861 |      | Jonas Furrer (1805–1861)           | freis.      |
| 1869 |      | Victor Ruffy (1823–1869)           | freis.      |
| 1878 |      | Johann Jakob Scherer (1825–1878)   | freis.      |
| 1880 |      | Fridolin Anderwert (1828–1880)     | freis.      |
| 1888 |      | Wilhelm Hertenstein (1825–1888)    | freis.      |
| 1893 |      | Louis Ruchonnet (1834–1893)        | freis.      |
| 1895 |      | Karl Schenk (1823–1895)            | FDP         |
| 1902 |      | Walter Hauser (1837–1902)          | FDP         |
| 1911 |      | Ernst Brenner (1856–1911)          | FDP         |
| 1911 |      | Josef Anton Schobinger (1849–1911) | kath.-kons. |
| 1912 |      | Adolf Deucher (1831–1912)          | FDP         |
| 1912 |      | Marc Ruchet (1853–1912)            | FDP         |
| 1913 |      | Louis Perrier (1849–1913)          | FDP         |
| 1919 |      | Eduard Müller (1848–1919)          | FDP         |
| 1929 |      | Karl Scheurer (1872–1929)          | FDP         |
| 1940 |      | Giuseppe Motta (1871–1940)         | SKVP        |
| 1954 |      | Josef Escher (1885–1954)           | SKVP        |
| 1958 |      | Markus Feldmann (1897–1958)        | BGB         |
| 1983 |      | Willi Ritschard (1918–1983)        | SP          |

### Nichtannahme der Wahl
Bisher nahmen fünf gewählte Bundesräte die Wahl nicht an. Das letzte Mal lehnte Francis Matthey erstmals nach über 100 Jahren 1993 seine Wahl ab. Stattdessen wurde Ruth Dreifuss als erste SP-Vertreterin in den Bundesrat gewählt. Louis Ruchonnet, der die Wahl 1875 noch ablehnte, wurde 1881 ein weiteres Mal in den Bundesrat gewählt und nahm die Wahl an. Der anstelle von Ruchonnet gewählte Charles Estoppey lehnte die Wahl ebenfalls ab. Schliesslich wurde als bisher jüngster Bundesrat Numa Droz gewählt.
| Jahr | Bild | Name (Lebensdaten)               | Partei |
| ---- | ---- | -------------------------------- | ------ |
| 1855 |      | Johann Jakob Stehlin (1803–1879) | freis. |
| 1875 |      | Louis Ruchonnet (1834–1893)      | freis. |
| 1875 |      | Charles Estoppey (1820–1888)     | freis. |
| 1881 |      | Karl Hoffmann (1820–1895)        | freis. |
| 1993 |      | Francis Matthey (1942–2025)      | SP     |

### Amtsverzicht auf Ende der Legislatur
| Jahr | Bild | Name (Lebensdaten)                  | Partei |
| ---- | ---- | ----------------------------------- | ------ |
| 1863 |      | Jakob Stämpfli (1820–1879)          | freis. |
| 1866 |      | Friedrich Frey-Herosé (1801–1873)   | freis. |
| 1875 |      | Wilhelm Matthias Naeff (1802–1881)  | freis. |
| 1875 |      | Josef Martin Knüsel (1813–1889)     | freis. |
| 1875 |      | Paul Cérésole (1832–1905)           | freis. |
| 1875 |      | Eugène Borel (1835–1892)            | freis. |
| 1878 |      | Joachim Heer (1825–1879)            | freis. |
| 1890 |      | Bernhard Hammer (1822–1907)         | freis. |
| 1899 |      | Adrien Lachenal (1849–1918)         | FDP    |
| 1899 |      | Eugène Ruffy (1854–1919)            | FDP    |
| 1917 |      | Ludwig Forrer (1845–1921)           | FDP    |
| 1919 |      | Camille Decoppet (1862–1925)        | FDP    |
| 1919 |      | Gustave Ador (1845–1928)            | LP     |
| 1928 |      | Ernest Chuard (1857–1942)           | FDP    |
| 1943 |      | Ernst Wetter (1877–1963)            | FDP    |
| 1947 |      | Walther Stampfli (1884–1965)        | FDP    |
| 1951 |      | Eduard von Steiger (1881–1962)      | BGB    |
| 1951 |      | Ernst Nobs (1886–1957)              | SP     |
| 1959 |      | Philipp Etter (1891–1977)           | KCVP   |
| 1959 |      | Hans Streuli (1892–1970)            | FDP    |
| 1959 |      | Thomas Holenstein (1896–1962)       | KCVP   |
| 1959 |      | Giuseppe Lepori (1902–1968)         | KCVP   |
| 1971 |      | Ludwig von Moos (1910–1990)         | CVP    |
| 1979 |      | Rudolf Gnägi (1917–1985)            | SVP    |
| 1983 |      | Georges-André Chevallaz (1915–2002) | FDP    |
| 1987 |      | Pierre Aubert (1927–2016)           | SP     |
| 1987 |      | Leon Schlumpf (1925–2012)           | SVP    |
| 2003 |      | Kaspar Villiger (* 1941)            | FDP    |
| 2011 |      | Micheline Calmy-Rey (* 1945)        | SP     |
| 2015 |      | Eveline Widmer-Schlumpf (* 1956)    | BDP    |
| 2023 |      | Alain Berset (* 1972)               | SP     |

### Rücktritt auf Ende des Bundespräsidiums
| Jahr | Bild | Name (Lebensdaten)             | Partei |
| ---- | ---- | ------------------------------ | ------ |
| 1867 |      | Constant Fornerod (1819–1899)  | freis. |
| 1891 |      | Emil Welti (1825–1899)         | freis. |
| 1919 |      | Gustave Ador (1845–1928)       | LP     |
| 1929 |      | Robert Haab (1865–1939)        | FDP    |
| 1951 |      | Eduard von Steiger (1881–1962) | BGB    |
| 1954 |      | Rodolphe Rubattel (1896–1961)  | FDP    |
| 1973 |      | Roger Bonvin (1907–1982)       | CVP    |
| 1982 |      | Fritz Honegger (1917–1999)     | FDP    |
| 1986 |      | Alphons Egli (1924–2016)       | CVP    |
| 1987 |      | Pierre Aubert (1927–2016)      | SP     |
| 2000 |      | Adolf Ogi (* 1942)             | SVP    |
| 2011 |      | Micheline Calmy-Rey (* 1945)   | SP     |
| 2023 |      | Alain Berset (* 1972)          | SP     |

### Frauenwahl
| Jahr | Bild | Name (Lebensdaten)                 | Partei    |
| ---- | ---- | ---------------------------------- | --------- |
| 1984 |      | Elisabeth Kopp (1936–2023)         | FDP       |
| 1993 |      | Ruth Dreifuss (* 1940)             | SP        |
| 1999 |      | Ruth Metzler-Arnold (* 1964)       | CVP       |
| 2002 |      | Micheline Calmy-Rey (* 1945)       | SP        |
| 2006 |      | Doris Leuthard (* 1963)            | CVP       |
| 2007 |      | Eveline Widmer-Schlumpf (* 1956)   | SVP       |
| 2007 | BDP  | Eveline Widmer-Schlumpf (* 1956)   |           |
| 2010 |      | Simonetta Sommaruga (* 1960)       | SP        |
| 2018 |      | Viola Amherd (* 1962)              | Die Mitte |
| 2018 |      | Karin Keller-Sutter (* 1963)       | FDP       |
| 2022 |      | Elisabeth Baume-Schneider (* 1963) | SP        |

Vom 1. Nov. 2010 bis zum 31. Dez. 2011 bestand im Bundesrat eine Frauenmehrheit (4 von 7). Zudem war die Bundeskanzlerin in dieser Zeit eine Frau.

### Bundesräte ohne Hochschulabschluss
Im 19. Jahrhundert hatten einige Bundesräte keine akademische Bildung. Gemäss Urs Altermatt hatten 87 von 99 Bundesräten (Stand 1991) ein Hochschulstudium abgeschlossen. Ab 1929 sind folgende Personen bekannt:
| Bundesrat           | Ausbildung und Beruf                    | Amtszeit  |
| ------------------- | --------------------------------------- | --------- |
| Rudolf Minger       | Sekundarschule, Landwirt                | 1929–1940 |
| Willi Ritschard     | Heizungsmonteur                         | 1973–1983 |
| Adolf Ogi           | Ausbildung zum Kaufmann (Handelsschule) | 1988–2000 |
| René Felber         | Matura, Lehrerseminar und Lehrerpatent  | 1988–1993 |
| Ueli Maurer         | Berufslehre als Kaufmann                | 2009–2022 |
| Simonetta Sommaruga | Matura, Ausbildung zur Konzertpianistin | 2010–2022 |
| Guy Parmelin        | Matura, Berufslehre als Landwirt        | im Amt    |
| Karin Keller-Sutter | Handelsdiplom und Dolmetscherschule     | im Amt    |

Mit der Wahl von Karin Keller-Sutter im Dezember 2018 bestand der Bundesrat bis Ende 2022 zum ersten Mal mehrheitlich aus Nicht-Akademikern.

## Liste der lebenden Bundesräte und Altbundesräte
Stand: 1. April 2025
| Name                      | Partei  | Kanton                 | Geboren    | Wahl       | Bundespräsidium               | Rücktrittsankündigung                     | Rücktritt  |
| ------------------------- | ------- | ---------------------- | ---------- | ---------- | ----------------------------- | ----------------------------------------- | ---------- |
| Viola Amherd              | Mitte   | Wallis                 | 07.06.1962 | 05.12.2018 | 2024                          | 15.01.2025                                | 31.03.2025 |
| Elisabeth Baume-Schneider | SP      | Jura                   | 24.12.1963 | 07.12.2022 |                               | amtierend                                 | amtierend  |
| Alain Berset              | SP      | Freiburg               | 09.04.1972 | 14.12.2011 | 2018, 2023                    | 21.06.2023                                | 31.12.2023 |
| Christoph Blocher         | SVP     | Zürich                 | 11.10.1940 | 10.12.2003 |                               | keine – am 12.12.2007 nicht wiedergewählt | 31.12.2007 |
| Didier Burkhalter         | FDP     | Neuenburg              | 17.04.1960 | 16.09.2009 | 2014                          | 14.06.2017                                | 31.10.2017 |
| Micheline Calmy-Rey       | SP      | Genf                   | 08.07.1945 | 04.12.2002 | 2007, 2011                    | 07.09.2011                                | 31.12.2011 |
| Ignazio Cassis            | FDP     | Tessin                 | 13.04.1961 | 20.09.2017 | 2022                          | amtierend                                 | amtierend  |
| Pascal Couchepin          | FDP     | Wallis                 | 05.04.1942 | 11.03.1998 | 2003, 2008                    | 12.06.2009                                | 31.10.2009 |
| Joseph Deiss              | CVP     | Freiburg               | 18.01.1946 | 11.03.1999 | 2004                          | 27.04.2006                                | 31.07.2006 |
| Ruth Dreifuss             | SP      | Genf                   | 09.01.1940 | 10.03.1993 | 1999                          | 2002                                      | 31.12.2002 |
| Beat Jans                 | SP      | Basel-Stadt            | 12.07.1964 | 13.12.2023 |                               | amtierend                                 | amtierend  |
| Karin Keller-Sutter       | FDP     | St. Gallen             | 22.12.1963 | 05.12.2018 | 2025                          | amtierend                                 | amtierend  |
| Arnold Koller             | CVP     | Appenzell Innerrhoden  | 29.08.1933 | 10.12.1986 | 1990, 1997                    | 13.01.1999                                | 30.04.1999 |
| Moritz Leuenberger        | SP      | Zürich                 | 21.09.1946 | 27.09.1995 | 2001, 2006, (2011 vorgesehen) | 09.07.2010/07.08.2010                     | 31.10.2010 |
| Doris Leuthard            | CVP     | Aargau                 | 10.04.1963 | 14.06.2006 | 2010, 2017                    | 27.09.2018                                | 31.12.2018 |
| Ueli Maurer               | SVP     | Zürich                 | 01.12.1950 | 10.12.2008 | 2013, 2019                    | 30.09.2022                                | 31.12.2022 |
| Hans-Rudolf Merz          | FDP     | Appenzell Ausserrhoden | 10.11.1942 | 10.12.2003 | 2009                          | 06.08.2010/28.09.2010                     | 28.10.2010 |
| Ruth Metzler-Arnold       | CVP     | Appenzell Innerrhoden  | 23.05.1964 | 11.03.1999 | (2004 vorgesehen)             | keine – am 10.12.2003 nicht wiedergewählt | 31.12.2003 |
| Adolf Ogi                 | SVP     | Bern                   | 18.07.1942 | 09.12.1987 | 1993, 2000                    | 18.10.2000                                | 31.12.2000 |
| Guy Parmelin              | SVP     | Waadt                  | 09.11.1959 | 09.12.2015 | 2021                          | amtierend                                 | amtierend  |
| Martin Pfister            | Mitte   | Zug                    | 31.07.1963 | 12.03.2025 |                               | amtierend                                 | amtierend  |
| Albert Rösti              | SVP     | Bern                   | 07.08.1967 | 07.12.2022 |                               | amtierend                                 | amtierend  |
| Samuel Schmid             | SVP/BDP | Bern                   | 08.01.1947 | 06.12.2000 | 2005                          | 12.11.2008                                | 31.12.2008 |
| Johann Schneider-Ammann   | FDP     | Bern                   | 18.02.1952 | 22.09.2010 | 2016                          | 25.09.2018                                | 31.12.2018 |
| Simonetta Sommaruga       | SP      | Bern                   | 14.05.1960 | 22.09.2010 | 2015, 2020                    | 02.11.2022                                | 31.12.2022 |
| Kaspar Villiger           | FDP     | Luzern                 | 05.02.1941 | 01.02.1989 | 1995, 2002                    | 2003                                      | 31.12.2003 |
| Eveline Widmer-Schlumpf   | SVP/BDP | Graubünden             | 16.03.1956 | 12.12.2007 | 2012                          | 28.10.2015                                | 31.12.2015 |

## Alphabetische Auflistung aller Mitglieder des Bundesrates
Stand: 1. April 2025
- Gustave Ador
- Viola Amherd
- Fridolin Anderwert
- Pierre Aubert
- Johannes Baumann
- Elisabeth Baume-Schneider
- Simeon Bavier
- Alain Berset
- Christoph Blocher
- Roger Bonvin
- Eugène Borel
- Jean Bourgknecht
- Ernst Brenner
- Ernst Brugger
- Didier Burkhalter
- Micheline Calmy-Rey
- Felix Calonder
- Ignazio Cassis
- Enrico Celio
- Nello Celio
- Paul Cérésole
- Jean-Jacques Challet-Venel
- Paul Chaudet
- Georges-André Chevallaz
- Ernest Chuard
- Robert Comtesse
- Flavio Cotti
- Pascal Couchepin
- Camille Decoppet
- Joseph Deiss
- Jean-Pascal Delamuraz
- Adolf Deucher
- Ruth Dreifuss
- Numa Droz
- Henri Druey
- Jakob Dubs
- Alphons Egli
- Josef Escher
- Philipp Etter
- René Felber
- Markus Feldmann

- Constant Fornerod
- Ludwig Forrer
- Stefano Franscini
- Emil Frey
- Friedrich Frey-Herosé
- Rudolf Friedrich
- Kurt Furgler
- Jonas Furrer
- Rudolf Gnägi
- Pierre Graber
- Robert Haab
- Heinrich Häberlin
- Bernhard Hammer
- Walter Hauser
- Wilhelm Friedrich Hertenstein
- Joachim Heer
- Arthur Hoffmann
- Thomas Holenstein
- Fritz Honegger
- Hans Hürlimann
- Beat Jans
- Karin Keller-Sutter
- Josef Martin Knüsel
- Karl Kobelt
- Arnold Koller
- Elisabeth Kopp
- Adrien Lachenal
- Giuseppe Lepori
- Moritz Leuenberger
- Doris Leuthard
- Ueli Maurer
- Hans-Rudolf Merz
- Ruth Metzler-Arnold
- Albert Meyer
- Rudolf Minger
- Ludwig von Moos
- Giuseppe Motta
- Eduard Müller
- Josef Munzinger
- Jean-Marie Musy
- Wilhelm Matthias Naeff

- Ernst Nobs
- Hermann Obrecht
- Ulrich Ochsenbein
- Adolf Ogi
- Guy Parmelin
- Louis Perrier
- Max Petitpierre
- Martin Pfister
- Marcel Pilet-Golaz
- Giovanni Battista Pioda
- Willi Ritschard
- Albert Rösti
- Rodolphe Rubattel
- Marc-Emile Ruchet
- Louis Ruchonnet
- Eugène Ruffy
- Victor Ruffy
- Hans Schaffner
- Karl Schenk
- Johann Jakob Scherer
- Karl Scheurer
- Leon Schlumpf
- Samuel Schmid
- Johann Schneider-Ammann
- Josef Anton Schobinger
- Edmund Schulthess
- Simonetta Sommaruga
- Willy Spühler
- Walther Stampfli
- Jakob Stämpfli
- Eduard von Steiger
- Hans Streuli
- Otto Stich
- Hans-Peter Tschudi
- Kaspar Villiger
- Friedrich Traugott Wahlen
- Max Weber
- Emil Welti
- Ernst Wetter
- Eveline Widmer-Schlumpf
- Josef Zemp